# Torpor
Torpor är den kortvariga formen av dvala hos djur, som är frågan om timmar. Den ska särskiljas från exempelvis vinterdvala, där perioden av dvala sträcker sig över veckor och månader.

## Fysiologin kring torpor
Vid torpor sänks djurets kroppstemperatur och ämnesomsättning. Mekanismen är liknande som vid hibernation och estivation, men dessa omfattar längre perioder. Den långvariga dvalan ses ibland som en ”multipel torpor”. Det råder inte konsensus kring begreppen och vissa forskare hävdar att torpor och dvala är samma mekanism och därför inte borde benämnas olika. 

## Exempel
Exempel på djur som går ner i torpor är fladdermöss i områden med midnattssol, där jaktperioderna blir för korta. Fladdermössen behöver då gå ner i korta perioder av dvala, för att hushålla med energin.
Fåglar inom kladen Cypselomorphae, som omfattar Caprimulgidae, Nyctibiidae, Apodiformes och Aegotheliformes är ett annat exempel på arter som drar nytta av torpor. och bland däggdjuren många arter bland pungdjuren gnagare.

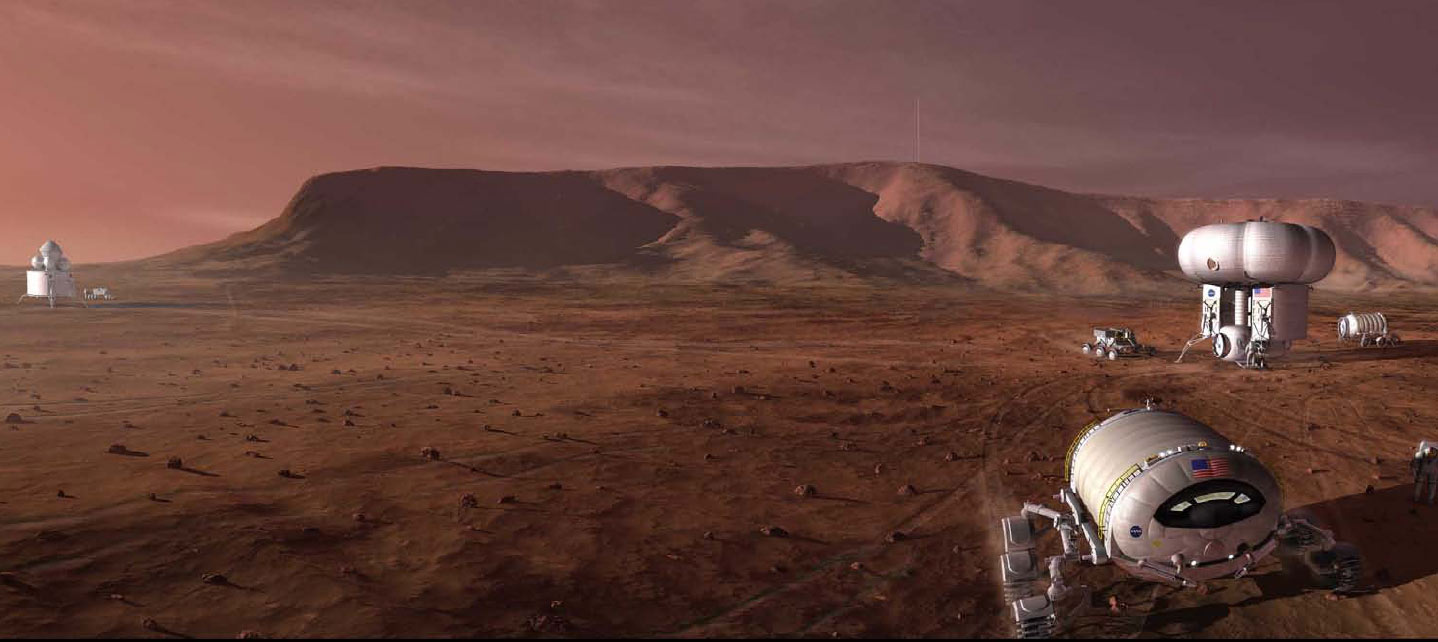
Konstnärens bild av ett kommande NASA-projekt till planeten Mars.

## Torpor inom rymdfart
I oktober 2014 kungjorde den amerikanska rymdflygstyrelsen NASA att de undersökte möjligheterna att underlätta en expedition till planeten Mars genom att försätta besättningen i förlängd torpor, i 90–180 dygn. Terapeutisk torpor har i teorin varit känd sedan 1980-talet. I praktiken har torpor praktiserats för traumapatienter sedan 2003. Hittills har patienter dock inte hållits i torpor längre tid än ungefär en vecka.

## Äldre betydelse av ordet
En äldre betydelse av ordet är ‘känslolöshet’ eller ’bedövning’, och har använts medicinskt. Betydelsen har fallit ur bruk när begreppet kommit att användas kring framför allt däggdjurs kortvariga perioder av dvala.